# Јаловец (Липтовски Микулаш)
Јаловец (слч. Jalovec) насељено је мјесто са административним статусом сеоске општине (слч. obec) у округ Липтовски Микулаш, у Жилинском крају, Словачка Република.

## Становништво
| Година:    | 1994. | 2004.    | 2014.   | 2024.   |
| ---------- | ----- | -------- | ------- | ------- |
| Број људи: | 260   | 320      | 294     | 318     |
| Разлика:   |       | +23,07 % | -8,12 % | +8,16 % |

| Година:    | 2023. | 2024.   |
| ---------- | ----- | ------- |
| Број људи: | 308   | 318     |
| Разлика:   |       | +3,24 % |

Према подацима о броју становника из 2021. године насеље је имало 311 становника.